# بريلوكي
بريلوكي هي مدينة تقع في تشرنيهيف أوبلاست شمال وسط أوكرانيا.